# Alexander Kielland
Alexander Lange Kielland  (Stavanger, 18 de fevereiro de 1849 – Bergen, 6 de abril de 1906) é considerado um dos quatro maiores escritores noruegueses de sempre, a par de nomes como Henrik Ibsen, Bjørnstjerne Bjørnson e Jonas Lie.
A sua obra Garman & Worse serviu de inspiração para "Os Buddenbrooks" de Thomas Mann.

## Obras
- Garman & Worse, 1880[1]
- Arbeidsfolk, 1881
- Else, 1881
- Skipper Worse, 1882
- Gift, 1883
- Fortuna, 1884
- Sne, 1886
- Sankt Hans Fest, 1887
- Jacob, 1891